# Trần Kiến Bân
Trần Kiến Bân (sinh ngày 27 tháng 6 năm 1970) là một diễn viên và đạo diễn người Trung Quốc. Ông được biết đến nhiều nhất qua các vai diễn trong các loạt phim truyền hình, bao gồm Tào Tháo trong Tân Tam Quốc (2010) và hoàng đế Ung Chính trong Hậu cung Chân Hoàn truyện (2011). Năm 2014, ông đã phá vỡ kỷ lục của Liên hoan phim và giải thưởng Kim Mã (hay còn được gọi là Giải Kim Mã) khi giành giải nam diễn viên chính xuất sắc nhất, nam diễn viên phụ xuất sắc nhất và đạo diễn mới xuất sắc nhất, tất cả đều trong cùng một đêm.
Trần Kiến Bân kết hôn với bạn diễn trong phim Kiều gia đại viện là Tưởng Cần Cần vào năm 2006.

## Sự nghiệp đóng phim

### Phim điện ảnh
| Năm  | Tiêu đề tiếng Việt                   | Tiêu đề tiếng Trung | Vai diễn         | Chú thích                |
| ---- | ------------------------------------ | ------------------- | ---------------- | ------------------------ |
| 1998 | Tình yêu trong kỷ nguyên Internet    | 网络时代的爱情      | Lục Lâm          |                          |
| 2001 | Cuộc tấn công chí mạng               | 致命的一击          |                  |                          |
| 2001 | Trà hoa cúc                          | 菊花茶              | Mã Kiến Tân      |                          |
| 2001 | Một trăm                             | 100个               | Chu Lão Tứ       |                          |
| 2002 | Nhà thơ gà                           | 像鸡毛一样飞        | Âu Dương Vân Phi | [ 2 ]                    |
| 2003 | Rời xa anh, yêu em                   | 大城小事            | Ma Thập Phát     |                          |
| 2003 |                                      | 旧夫新婚            | Da Li            |                          |
| 2003 | Ngọc Quan Âm                         | 玉观音              | Thiết Quân       |                          |
| 2004 | Sân Tyard Sunny                      | 阳光天井            | Tiểu Thường      |                          |
| 2007 | Nghi ngờ                             | 猜猜猜              | Mã Văn           |                          |
| 2008 | 24 thành phố                         | 二十四城记          |                  | khách mời                |
| 2010 | Khổng Tử                             | 孔子                | Kỷ Hoàn Tử       |                          |
| 2010 | Không người lái                      | 无人驾驶            | Vương Dao        |                          |
| 2011 | Võ hiệp                              | 武俠                | cảnh sát         | khách mời                |
| 2011 | Người Núi Người Biển                 | 人山人海            | Lão Nhi          |                          |
| 2014 | Thiên đường phục vụ                  | 军中乐园            | Lão Trương       |                          |
| 2014 | Một kẻ ngốc                          | 一个勺子            | La Tiaozi        | Đạo diễn và đồng tác giả |
| 2014 | Khi một gia đình Bắc Kinh gặp Aupair | 洋妞到我家          | Tô Hữu Chi       |                          |
| 2018 | Con cá mát mẻ                        | 无名之辈            | Mã Tiên Dũng     | [ 3 ]                    |
| 2021 | Chương thứ mười một                  | 第十一回            | Mã Phục Lý       | Đạo diễn và đồng tác giả |

### Phim truyền hình
| Năm  | Tiêu đề tiếng Việt                | Tiêu đề tiếng Trung | Vai diễn               | Ghi chú        |
| ---- | --------------------------------- | ------------------- | ---------------------- | -------------- |
| 1993 |                                   | 梅花三弄            | Người bảo vệ           | vai phụ        |
| 1997 |                                   | 京港爱情线          |                        |                |
| 1997 |                                   | 凤求凰              | Đậu Gia                |                |
| 1999 | Quê hương thân yêu của tôi        | 我亲爱的祖国        | Phương Tuyết Đồng      |                |
| 2000 | Người tình vĩnh cửu               | 永恒恋人            |                        |                |
| 2000 |                                   | 关怀                |                        |                |
| 2001 | Năm Ước Mơ                        | 女人别哭            | Chu Tử Kiện            | [ 6 ]          |
| 2002 | Thập kỷ hôn nhân                  | 结婚十年            | Trình Chương           |                |
| 2003 | Yêu tôi thả tôi ra                | 穿越激情            | Lục Diệp               |                |
| 2003 |                                   | 走进八里堡          | Lý Quân Sinh           |                |
| 2003 |                                   | 铁血豪情            | Chu Tiểu               | [ 7 ]          |
| 2004 | Chuyện tình lãng mạn              | 浪漫的事            | Tô Tiểu Thông          |                |
| 2004 |                                   | 最后诊断            | Ma Peide               | [ 8 ]          |
| 2004 | Việc vặt của cảnh sát             | 刑警使命            | Yến Nhất Định          |                |
| 2005 |                                   | 决不饶恕            | Đinh Vũ                | [ 9 ]          |
| 2005 |                                   | 从爱情开始          | Chu Minh Viễn          |                |
| 2005 | Kết hôn theo phong cách Trung Hoa | 中国式结婚          |                        | khách mời      |
| 2006 | Kiều gia đại viện                 | 乔家大院            | Kiều Trí Dung          |                |
| 2006 | Chạm                              | 接触                | Trương Nhạc Tâm        | [ 10 ]         |
| 2006 |                                   | 红墨坊              | Kim Khai Văn           | [ 11 ]         |
| 2007 | Anh em                            | 亲兄热弟            | Du Đại Thuỷ            | [ 12 ]         |
| 2007 |                                   | 光荣岁月            | Phạm Chí Hào           | [ 13 ]         |
| 2007 | Bắn lại                           | 睁开你的眼睛        | Lạc Kiến Bình          | [ 14 ]         |
| 2008 | Thời gian tình yêu                | 有爱的日子          |                        | [ 15 ]         |
| 2008 |                                   | 天下兄弟            | Lý Thế Chương          | [ 16 ]         |
| 2008 |                                   | 震撼世界的七日      | Chu Bắc Xuyên          |                |
| 2010 | Tân Tam Quốc                      | 三国                | Tào Tháo               | Nhân vật chính |
| 2011 |                                   | 五星红旗迎风飘扬    | Tiền Học Sâm           |                |
| 2011 | Trung Quốc 1921                   | 中国1921            | Ngô Băng Tường         |                |
| 2011 | Hậu cung Chân Hoàn truyện         | 后宫甄嬛传          | Ung Chính              |                |
| 2011 | Tạo kỷ nguyên                     | 开天辟地            | Dịch Đại Lý            |                |
| 2012 | Anh là người yêu của em           | 你是我爱人          | Lan Hải Cường          |                |
| 2012 | Những cô gái                      | 女人帮·妞儿         |                        | khách mời      |
| 2014 | Anh em                            | 兄弟，兄弟          | Mạnh Thiên Vân         |                |
| 2015 | Triệu Khuông Dận                  | 大宋传奇之赵匡胤    | Triệu Khuông Dận       | [ 18 ]         |
| 2016 | Danh tính của cha                 | 父亲的身份          | Vu Bắc Bình            |                |
| 2016 | Mối quan hệ kiểu Trung Quốc       | 中国式关系          | Mã Quốc Lượng          |                |
| 2019 | Trường An 12 canh giờ             | 长安十二时辰        | Master Ge (lồng tiếng) |                |
| 2020 | Cây đinh ba                       | 三叉戟              | Thôi Thiết Quân        | [ 19 ]         |
| 2020 | Yêu anh đừng nghĩ nhiều           | 爱我就别想太多      | Lý Hồng Hải            |                |